# شتاوفن إم برايسغاو
اشتاوفن ايم برايزغاو (بالألمانية: Staufen im Breisgau) هي مدينة وبلدة ألمانية تقع في ألمانيا في Breisgau-Hochschwarzwald. يقدر عدد سكانها بـ 7,739 نسمة .

## المدن التوأمة
مدن Bonneville وKazimierz Dolny هي مدن توأمة لـاشتاوفن ايم برايزغاو.